# Samut Prakan City Football Club
El Samut Prakan City Football Club es un equipo de fútbol profesional tailandés que actualmente juega en la Liga 2 de Tailandia de la liga tailandesa de fútbol. Está establecido en el Distrito de Bang Phli, en la Provincia de Samut Prakan.

## Historia
El equipo fue fundado en 2019 al finalizar la temporada de 2018 después de que Tanet Phanichewa, el dueño del Pattaya United Football Club, cambiara el nombre del club a Samut Prakan City y lo reestableciese en la Provincia de Samut Prakan. Sus colores tradicionales son el azul, verde y el blanco. Además, su estadio, el Samut Prakarn SAT Stadium, se inauguró en 2015.
Su primera temporada la jugó en la Liga de Tailandia, la máxima categoría del fútbol tailandés. De los treinta partidos que jugó en liga consiguió ganar doce y empatar siete, lo que le valió para finalizar en sexta posición. El máximo goleador del club fue el brasileño Ibson Melo, con un total de quince tantos.

## Entrenadores
- Surapong Kongthep (2019)
- Tetsuya Murayama (2019)
- Masatada Ishii (2020-)